# Liste der unveröffentlichten Lieder von Brandy
Diese Liste umfasst sämtliche unveröffentlichten Lieder von Brandy. Die Sängerin Brandy ist bekannt für ihren umfangreichen Katalog an nie offiziell veröffentlichten Songs. Viele der hier aufgeführten Songs schafften es nicht auf ihre bislang fünf veröffentlichten Studioalben Brandy (1994), Never Say Never (1998), Full Moon (2002), Afrodisiac (2004) und Human (2008). Weitere Songs sind Teile nie veröffentlichter Projekte zwischen ihren Studioalben. So nahm sie 2003 viele Songs mit ihrem Verlobten Robert Smith für das nie veröffentlichte Album B-Rocka auf. Nach der Trennung wurden einige Songs von anderen Künstlern wieder aufgenommen oder blieben unverwendet. Auch vor und nach Human wurden mehrere geplante Alben wieder verworfen. Viele der Songs wurden über die Jahre im Internet geleakt, auf Mixtapes veröffentlicht oder bislang noch gar nicht der Öffentlichkeit präsentiert. Auch sang Brandy viele Demoversionen für andere Sänger ein. Des Weiteren beinhaltet diese Liste viele nie verwendete Aufnahmen mit anderen Künstlern wie Timbaland, Mario, Ne-Yo, Sean Paul oder Ma$e.

## Songs

### Solo-Songs
| Titel                          | Text                                                                              | Anmerkung |
| ------------------------------ | --------------------------------------------------------------------------------- | --- |
| 2nd Thought                    |                                                                                   | - Leaked im Jahre 2008 |
| Adios (featuring Sean Paul)    | Sean Paul Henriques Walter Milsap III Timothy Mosley Candice Nelson               | - Produzent: Timbaland - Schaffte es nicht auf das Album Afrodisiac (2004) - Sampelt Sean Pauls Gimme the Light (2002) - Herausgegeben von Conjunction Music Publishing, EMI April Music Inc., Universal Music Corp. and W.B. Music Corp. |
| After the Flood                | LaShawn Daniels James Fauntleroy Rodney Jerkins                                   | - Schaffte es nicht auf das Album Human (2008) - Leakte am 17. Oktober 2008 - Herausgegeben von Rodney Jerkins Productions Inc. and EMI April Music Inc. |
| Back & Forth                   |                                                                                   | - Leakte am 18. Mai 2009 |
| Believer (featuring Timbaland) | James Fauntleroy Jerome Harmon Timothy Mosley                                     | - Schaffte es nicht auf das Album Human (2008) - Leakte am 26. März 2010 - Published by Also Music Corporation, Fauntleroy Music, Virginia Beach Music and W.B. Music Corporation |
| Betcha Didn't Know             | Mikkel Storleer Eriksen Tor Erik Hermansen Makeba Riddick                         | - Produziert von Stargate - Also recorded by Megan Rochell for her album You, Me and the Radio (2006) - Leakte am 2. September 2009 - Herausgegeben von EMI Blackwood Music Inc., Janice Combs Music and Yoga Flames Publishing |
| Between Me & You               |                                                                                   | - Wurde auch von der Boyband Blue für ihr noch namenloses viertes Studioalbum (2011) aufgenommen - Leaked im Jahre 2009 |
| Black Pepper                   |                                                                                   | - Wurde als hyper, bass-lastiger Timbaland Banger beschrieben - Schaffte es nicht auf das Album Afrodisiac (2004) |
| Bring It Back                  |                                                                                   | - Leakte im Jahre 2009 |
| Casualties                     | James Fauntleroy Waynne Nugent Kevin Risto Dapo Torimiro                          | - Schaffte es nicht auf das Album Human (2008) - 2009 durch Leak - Herausgegeben von Sony/ATV Tunes LLC |
| Cry                            | Bryan Michael Cox Kendrick Dean Adonis Shropshire                                 | - Produziert von Bryan Michael Cox and WyldCard - Schaffte es nicht auf das Album Human (2008) - Am 3. März 2011 als Leak via Ustream.tv |
| Decisions (with Ne-Yo)         | Mikkel Storleer Eriksen Tor Erik Hermansen Shaffer Smith                          | - Produziert von Stargate - Wurde für Brandys nicht zurückgezogenes zweites Album bei Epic Records aufgenommen - Wiederveröffentlicht von RichGirl auf ihrem Mixtape Fall in Love with RichGirl (2011) - Am 29. Mai 2009 durch Leak - Herausgegeben von EMI Music Publishing Ltd., Pen In The Ground Publishing, Universal Music-Z Tunes Llc. |
| Deepest Thought                | Michael Flowers                                                                   | - Leakte im Jahre 2006 - Herausgegeben Mike City Music |
| Drum Life                      | James Fauntleroy Jerome Harmon Timothy Mosley                                     | - Produziert von Timbaland - Schaffte es nicht auf das Album Human (2008) - Am 12. Dezember 2008 durch Leak - Herausgegeben von Also Music Corporation, Fauntleroy Music, Virginia Beach Music and W.B. Music Corporation |
| Escape                         | Blake English Brandy Norwood Robert Smith                                         | - Produziert von Big Bert - Es handelt sich um eine Demoversion für die Sängerin Kiley Dean - Wurde auch von Dean für ihr Album Simple Girl (2004) aufgenommen - Leakte im Jahre 2007 |
| Fear of Flying                 | Ian Dench Mikkel Storleer Eriksen Amanda Ghost Tor Erik Hermansen                 | - Es handelt sich um eine Demoversion für Alexandra Burke - Schaffte es nicht auf Alexandra Burkes Album Overcome (2009) - Utada verwendete das Instrumental für den Song Merry Christmas Mr. Lawrence - FYI (2009) - Published by EMI Blackwood Music Inc. and Ian Dench Music                                                               |
| Follow Me                      |                                                                                   | - Leak im Jahr 2006 |
| Fooled by the Moon             | Diane Warren                                                                      | - Wurde 1996 aufgenommen - Leak im Jahr 2008 - Schaffte es nicht auf das Album Never Say Never - Published by Realsongs |
| Freedom                        | Christopher Breaux Rich King                                                      | - Produziert von Antwoine T-Wiz Collins - Schaffte es nicht auf das Album Human (2008) - Leak 2008 |
| God Gave Me My Way             | Mischke Butler Harvey Mason, Jr. Damon Thomas                                     | - Published by BMG Songs Inc., E Two Music, Mischkemusic Inc., Nfused Music, and Universal Music |
| Gone From Me                   | Christian Ballard Lindy Benson Andrew Murray                                      | - Aufgenommen im Jahre 2003 |
| Good Night Good Morning        | Mikkel Storleer Eriksen Tor Erik Hermansen Shaffer Smith                          | - Produziert von Stargate & Ne-Yo - Wurde für Brandys zurückgezogenes zweites Album bei Epic Records aufgenommen - Recorded by Alexandra Burke for Overcome (2009) - Leak am 29. Juni 2009 - Published by EMI Music Publishing Ltd., Pen In The Ground Publishing, Universal Music-Z Tunes Llc.                                               |
| Home (featuring Timbaland)     | James Fauntleroy Jerome Harmon Timothy Mosley                                     | - Schaffte es nicht auf das Album Human (2008) - Leak am 23. März 2010 |
| Honey                          | Kenisha Pratt Frederik N. Schjoldan Louis Winding                                 | - Produziert von Maximum Risk - Leak 2008 |
| Hush (featuring D.O.E.)        |                                                                                   | - Produziert von Timbaland - Schaffte es nicht auf das Album Afrodisiac (2004) |
| I Don't Really Care            | Mikkel Storleer Eriksen Tor Erik Hermansen Shaffer Smith                          | - Auch von Ne-Yo aufgenommen - Published by EMI Music Publishing Ltd., Pen In The Ground Publishing, Universal Music-Z Tunes Llc |
| I Know Now                     | Warryn Campbell Brandy Norwood                                                    | - Produziert von Warryn Baby Dubb Campbell - Aufgenommen für die unveröffentlichte Gospel-Kompilation Thank You (2001) - Leak 2003 |
| I'm Right Here                 |                                                                                   | - Auch von Ne-Yo aufgenommen, unter dem Titel She's Right Here - Instrumental re-used on Elliott Yamin’s “Never Let Go” (2009) - Leaked on April 6, 2010 |
| I’ve Seen Your Kind Before     | Jason Boyd Brandy Norwood Robert Smith                                            | - Aufgenommen im Jahre 2003 |
| It Just Doesn't Matter         | Blake English Brandy Norwood Robert Smith                                         | - Auch als Doesn't Really Matter bekannt - Veröffentlicht im Jahre 2003 - Veröffentlicht von Big Bert Music, EMI Blackwood Music Inc., Songs of Windswept Pacific |
| It's My Party                  |                                                                                   | - Produziert von Babyface - Samples Lesley Gore's 1963 song It's My Party |
| It's On                        | Brandy Norwood Robert Smith                                                       | - Herausgegeben by Big Bert Music, EMI Blackwood Music Inc., and Songs of Windswept Pacific - Leaked im Jahre 2007 |
| Just like Tommy                | Michael Flowers                                                                   | - Leakte im Jahre 2007 - Herausgegeben von Mike City Music |
| Keyed                          |                                                                                   | - Leak im Jahr 2008 |
| La-La-Land                     |                                                                                   | - Leak im Jahr 2010 |
| Lately                         | Kenisha Pratt Frederik N. Schjoldan Louis Winding                                 | - Auch bekannt als What Have You Done for Me - Leak im Jahr 2008 - Herausgegeben Ttrap Music Publishing |
| Leave                          | Blake English Brandy Norwood Nora Payne Robert Smith                              | - Leak am 6. April 2010 - Herausgegeben von Big Bert Music, EMI Blackwood Music Inc., Epiphany Publishing Corp., Songs of Windswept Pacific |
| List                           | James Fauntleroy Robin Tadross                                                    | - Produziert von Rob Knox - Leak im Jahr 2008 - Publishing: Cleopatra's Son's Music Publishing and EMI April Music Inc. |
| Louboutins                     | The-Dream Christopher Stewart                                                     | - Produced by Terius Nash and Tricky Stewart - Aufgenommen für das zurückgezogene zweite Album von Brandy bei Epic Records - Gecovert von Jennifer Lopez für ihr Studioalbum Love? - Leak am 6. April 2010 |
| Love Me the Most               |                                                                                   | - Leakte im Jahre 2009 |
| Maximum Risk                   | Kenisha Pratt Frederik N. Schjoldan Louis Winding                                 | - Auch bekannt als Risk It All - Produktion: Maximum Risk - Leak 2008 |
| One Thing                      |                                                                                   | - Produktion: Brian Kennedy - Schaffte es nicht auf das Album Human (2008) - Leak 2008 |
| Parachutes                     | Christopher Breaux Antwoine Collins Rich King                                     | - Auch bekannt als Today - Produziert von T-Wiz - Leak am 23. März 2010 |
| Perfect Love                   |                                                                                   | - Leak am 6. April 2010 |
| Porcelain Doll                 | Chasity Nwagbara Elvis Williams                                                   | - Produziert von BlacElvis - Schaffte es nicht auf das Album Human (2008) - Leak am 6. April 2010 |
| Romeo and Juliet               | Ian Dench Amanda Ghost Brandy Norwood                                             | - Produziert von Stargate - Leak 2009 |
| Silent Night                   |                                                                                   | - Produktion: Kadis & Sean |
| Slow Love                      | Ian Dench Mikkel Storleer Eriksen Amanda Ghost Tor Erik Hermansen Beyoncé Knowles | - Produktion: Stargate - Auch von Beyoncé aufgenommen - Leak 2009 |
| So Good                        | Phillip Miles Kenisha Pratt LaCarol Pratt                                         | - Auch bekannt als Feel So Good - Produktion: Maximum Risk - Leakte im Jahre 2008 |
| Sober                          |                                                                                   | - Leak 2010 |
| Sometimes                      |                                                                                   | - Leak 2008 |
| Stand Back                     |                                                                                   | - Es gibt eine Demoversion von James Fauntleroy - Leakte 2010 |
| Stupid in Love                 | Mikkel Storleer Eriksen Tor Erik Hermansen Shaffer Smith                          | - Produziert von Stargate - Gecovert von Rihanna für ihr Album Rated R (2009) - Leak 2009 |
| Sunday Morning                 |                                                                                   | - Leak 2008 |
| Sunshine                       |                                                                                   | - Produktion: Robert Smith - Schaffte es nicht auf das Album Afrodisiac (2004) |
| Supreme                        |                                                                                   | - Demoversion wurde von Johnta Austin aufgenommen - Leak 2009 |
| Surprise Ending                |                                                                                   | - Demoversion wurde von Christopher Lonny Breaux aufgenommen - Leak 2008 |
| Sweet Nothing                  | Kenisha Pratt Frederik N. Schjoldan Louis Winding                                 | - Produktion: Maximum Risk - Leak 2008 |
| Sy'Rai                         | Christopher Breaux, Rodney Jerkins, Rich King                                     | - Published by Bug Music, EMI Blackwood Music Inc., Heavens Research |
| Take Me Away                   | Blake English Brandy Norwood Nora Payne Robert Smith                              | - Produktion: Big Bert - Gecovert von Tarralyn Ramsey für ihr Album Tarralyn (2004) - Leaked on April 6, 2010 - Published by Big Bert Music, EMI Blackwood Music Inc., Epiphany Publishing Corp., Songs of Windswept Pacific |
| Take Me Back                   |                                                                                   | - Leak 2009 |
| Tell 'Em                       |                                                                                   | - Leak 2009 |
| The Joneses                    | Michael Flowers                                                                   | - Produktion Mike City - Leaked im Jahre 2006 |
| The Only One for Me            |                                                                                   | - Leak 2008 |
| This Must Be Love              | Vincent Davis Blake English Caleb Simms                                           | - Leak 2008 |
| This Song (I Can't Wait)       |                                                                                   | - Das Instrumental wurde auch für Ne-Yos Song “My Mind” (2010) benutzt - Das Instrumental wurde auch für Ester Deans “One Piece” (2011) benutzt - Leakte am 14. November 2010 |
| Throw It All Away              |                                                                                   | - Leak 2008 |
| Too Little Too Late            | Mikkel Storleer Eriksen Tor Erik Hermanse Shaffer Smith                           | - Produktion: by Stargate - Auch von Ne-Yo aufgenommen - Leak 2009 - Herausgegeben von EMI Music Publishing Ltd., Pen In The Ground Publishing, Universal Music-Z Tunes Llc |
| Wastin' My Time                | John W. Knight                                                                    | - Herausgegeben von III 4 JWK Music |
| Who's the Loser Now?           | James Fauntleroy Jerome Harmon Timothy Mosley                                     | - Produktion: Timbaland & J-Roc - Demoversion auch von James Fauntleroy veröffentlicht - Leaked on March 26, 2010 |
| You Got That                   |                                                                                   | - Produktion: Bryan Michael Cox - Schaffte es nicht auf das Album Human (2008) - Leak am 3. März 2011 via Ustream.tv |

### Gastbeiträge
| Song                                                                      | Writer(s)                                                         | Notes |
| ------------------------------------------------------------------------- | ----------------------------------------------------------------- | --- |
| 808 (Timbaland featuring Brandy)                                          |                                                                   | - Produktion: Timbaland - Wurde am Timbaland Thursday am 3. Februar 2011 veröffentlicht                                                         |
| The 80's (Posta Boy featuring Brandy)                                     |                                                                   | |
| Aviator (Audio Push featuring Brandy)                                     | Julian Brown Kazha Sizzle Hornsby Larry Jacks Malkia Milky Thumbi | - Produced by Kadis & Sean - Released on Audio Push's mixtape The Soundtrack (2009) - Published by Supa Sizzle Music and Supor Fresh Milk Music |
| Believer (Esthero featuring Brandy)                                       | Toya Alexis                                                       | - Produktion: State of Emergency - Esthero leakte den Song am 6. Dezember via MySpace                                                           |
| Boom In It (Mario featuring Brandy)                                       |                                                                   | - Schaffte es nicht auf Marios Album D.N.A. - Leakte im Jahre 2009                                                                              |
| Change (Surf Club featuring Brandy)                                       | B. Carr Chili Chil Chauncey Hollis Jesse Woodard                  | - Produktion: Hit-Boy - Leakte am 25. Oktober 2009                                                                                              |
| Comin' Over (Brutha featuring Brandy)                                     |                                                                   | - Leakte im Jahre 2008 |
| Heard It All Before (SoulLife Remix) (Sunshine Anderson featuring Brandy) | Sunshine Anderson Michael Flowers Rayshawn Sherrer                | - Produktion: Mike City - Ein zuvor unveröffentlichter Remix von Andersons gleichnamiger Hitsingle (2001) - Leakte im Jahre 2006                |
| I Really Like It (Harlem World featuring Ma$e & Brandy)                   |                                                                   | - Ihre Vocals wurden von Kelly Price wiederaufgenommen                                                                                          |
| It Never Happened (Mike City featuring Brandy)                            | Michael Flowers                                                   | - Produktion: Mike City - Aufgenommen für Citys unveröffentlichtes Mixtape Mikey Day Sing-a-Long, Volume I - Leakte im Jahre 2007               |
| Party (Shorty Mack featuring Brandy & Ray J)                              |                                                                   | - Leakte in Teilen im Jahre 2007 via Shorty Macks MySpace                                                                                       |
| U Can Never Be (Fats featuring Brandy)                                    | Norman Gregg Rodney Jerkins                                       | - Auch bekannt als Neva Be - Produktion: Rodney Jerkins - Aufgenommen für Fats unveröffentlichtes Album In da Kitchen - Leaked im Jahre 2005    |
| Whenever You Like (Timbaland featuring Bran'Nu)                           | Timothy Mosley Brandy Norwood                                     | - Produktion Timbaland - Schaffte es nicht auf das Album Shock Value II (2009) leftover record - Wurde am Timbaland Thursdayam 3. Februar 2011  |